# Synagogue de Visegrádi utca
La Synagogue de Visegrádi utca (en hongrois : Visegrádi utcai zsinagóga) est une synagogue située dans le quartier d'Újlipótváros, dans le 13e arrondissement de Budapest.